# Parafia św. Maksymiliana Marii Kolbego w Strykowie
Parafia Świętego Maksymiliana Marii Kolbego – rzymskokatolicka parafia znajdująca się we wsi Strykowo, w gminie Stęszew, w powiecie poznańskim. należy do dekanatu stęszewskiego.